# Geodia regina
Geodia regina är en svampdjursart som beskrevs av Arthur Dendy 1924. Geodia regina ingår i släktet Geodia och familjen Geodiidae.
Artens utbredningsområde är havet kring Nya Zeeland. Inga underarter finns listade i Catalogue of Life.